# 杨才英
杨才英（1965年11月10日—），亦译英才印，出生于柬埔寨磅通省，柬埔寨救国党的高层领导，救国党国会议员，党主席桑兰西的得力助手，柬埔寨华人与高棉人混血后裔。

## 经历
- 1992年加入奉辛比克党的青年运动。此后他还写了文章，报纸。
- 1999年至2006年任桑兰西党的秘书长。
- 2003年和2008年分别选举为马德望省桑兰西党与救国党代表。

## 任党副主席
2017年2月11日柬救国党主席桑兰西突然宣布辞去该党主席之位，随后2017年3月2日在救国党一个特别大会上，杨才英正式被选为该党副主席。